# Mezinárodní soud pro námořní právo

Logo ITLOS

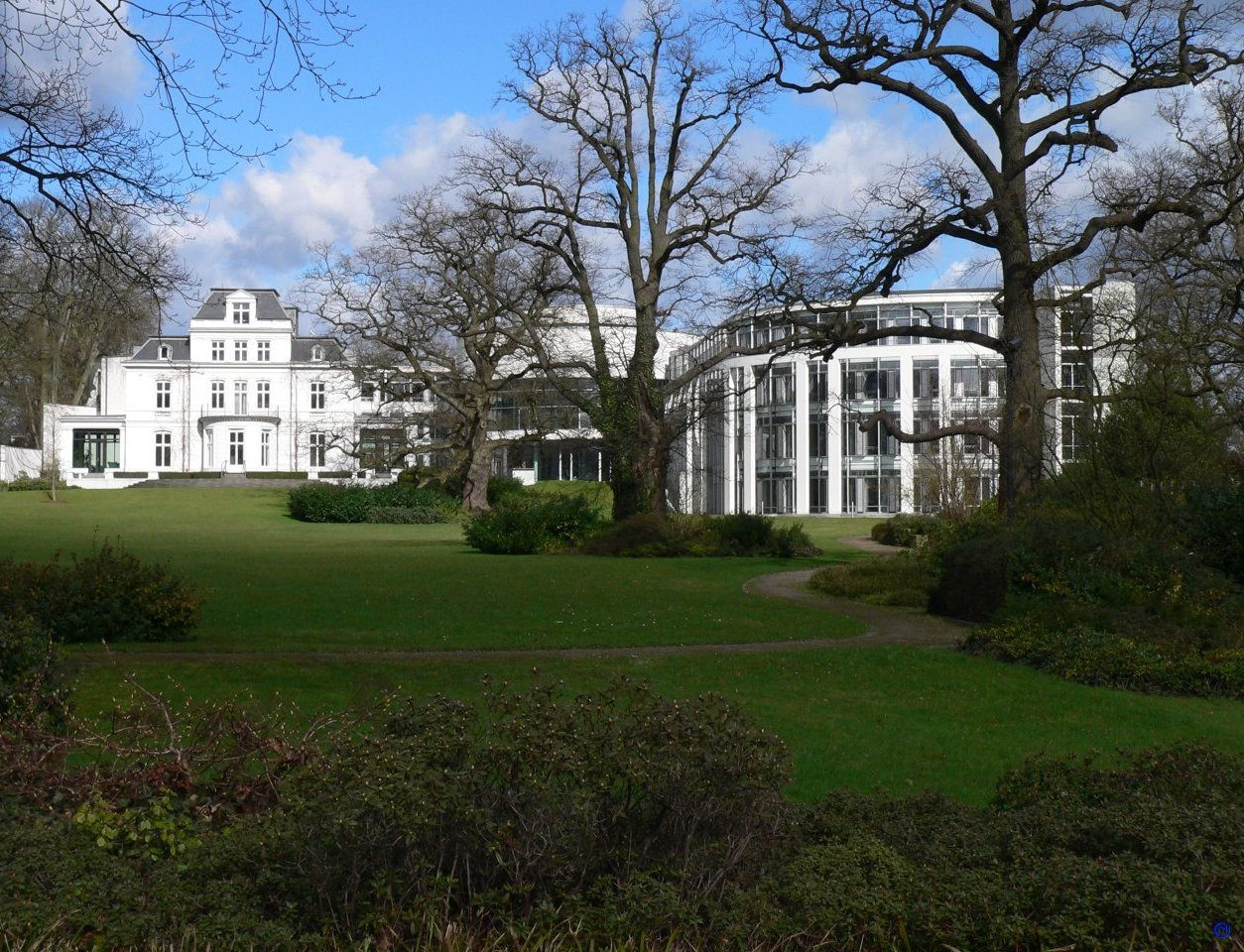
Mezinárodní soud pro námořní právo

Mezinárodní soud pro mořské právo (The International Tribunal for the Law of the Sea – ITLOS) je mezivládní organizace vytvořená na základě Úmluvy Organizace spojených národů o mořském právu (UNCLOS), která byla podepsána 10. prosince 1982 v Montego Bay na Jamajce jako výsledek třetí konference Organizace spojených národů o mořském právu probíhající v letech 1962 až 1973.
Tribunál sídlí v německém Hamburku.